# Любань (город, Россия)
Люба́нь — город (с 1917 года) в Тосненском муниципальном районе Ленинградской области. Административный центр Любанского городского поселения.
Основная достопримечательность города — храм святых апостолов Петра и Павла, являющийся единственным в России храмом железнодорожников.

## Название города
Происходит от лубяного промысла.

## История
Впервые упоминается в писцовой книге Водской пятины 1500 года как деревня Любани в Ильинском Тигодском погосте Новгородского уезда.
2 января 1711 года был учреждён почтовый путь между Санкт-Петербургом и Москвой, проходящий через Любань. Одна из глав «Путешествия из Петербурга в Москву» А. Н. Радищева посвящена Любани (глава «Любань»).
На карте Санкт-Петербургской губернии Я. Ф. Шмидта 1770 года упоминается как деревня Любани.
К середине XIX века Любань становится волостным центром Новгородского уезда Новгородской губернии.
Весной 1843 года между Санкт-Петербургом и Москвой началось строительство железнодорожной магистрали, в 1849 году через Любань прошёл первый пассажирский поезд, а в 1850 году построено здание железнодорожного вокзала.
В 1867 году рядом с вокзалом была построена церковь по проекту архитектора К. А. Тона.
В 1868 году была построена первая железнодорожная школа.
В 1880 году в Любанской церкви был похоронен автор проекта Николаевской железной дороги и первый министр путей сообщения России П. П. Мельников. В 1954 году его прах перенесли в сквер у здания вокзала, а в 1955 году был установлен бронзовый памятник — бюст П. П. Мельникова работы скульптора Д. М. Епифанова (1915—2010).

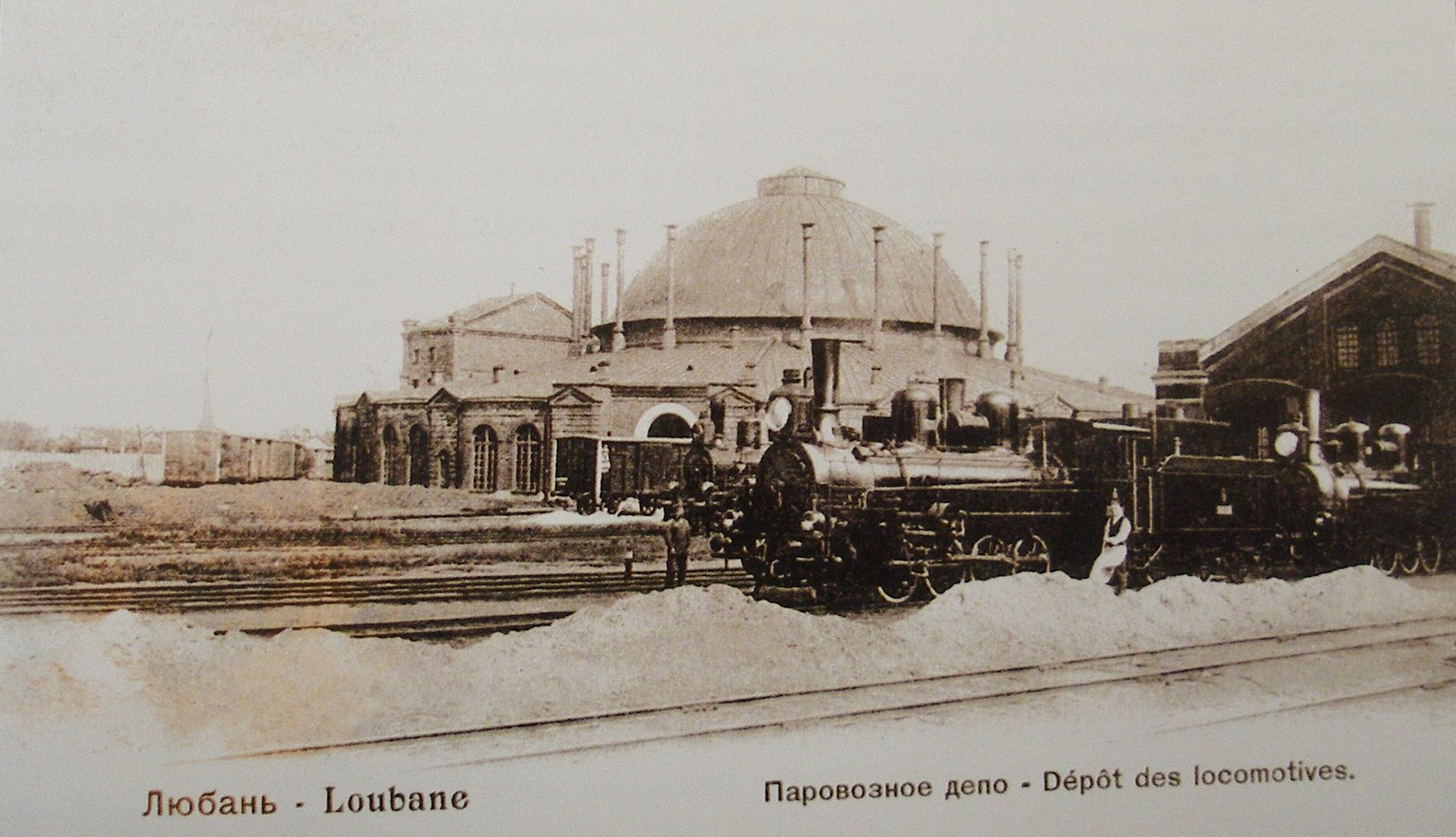
Любань. Локомотивное депо

В 1884 году в Любани начались регулярные гидрометеорологические наблюдения. Сейчас здесь расположена гидрологическая станция I разряда.

ЛЮБАНЬ — станция Николаевской железной дороги, при реке Тигоде, прихода села Любани.

Строений — 55, в том числе жилых — 49. Больница, аптека, школа, 9 мелочных и 3 мясных лавки, 3 ренсковых погреба. 2 питейных дома, 6 трактиров.

Число жителей по приходским сведениям 1879 г.: 161 м. п., 174 ж. п.;

ЛЮБАНЬ — деревня с двумя усадьбами при реке Тигоде, на Петербургском шоссе, Любанского сельского общества, прихода села Любани.

Крестьянских дворов — 44, бобылей — 4. Строений — 110, в том числе жилых — 47. 3 мелочные и 8 мясных лавок. Питейный дом. Кузница.

Число жителей по семейным спискам 1879 г.: 89 м. п., 123 ж. п.; по приходским сведениям 1879 г.: 85 м. п., 135 ж. п.;

В 2-х усадьбах при деревне: Строений — 18, в том числе жилых — 9. Винокуренный и кирпичный заводы, 1 ветряная и 1 паровая мельница, 1 пекарня.

Число жителей по приходским сведениям 1879 г.: 6 м. п., 3 ж. п. (1884 год)

Сборник же Центрального статистического комитета описывал её так:

ЛЮБАНЬ — деревня бывшая владельческая при реке Тигоде, дворов — 43, жителей — 183; часовня, 6 лавок, 2 трактира, винокуренный завод, водочный завод, кирпичный завод, базар по воскресеньям и средам. (1885 год).

Согласно данным первой переписи населения Российской империи:

ЛЮБАНЬ — поселение при ж.д. станции, православных — 1997, мужчин — 1191, женщин — 1094, обоего пола — 2285. (1897 год)

В конце XIX — начале XX века село Любань являлось административным центром Любанской волости 1-го стана 1-го земского участка Новгородского уезда Новгородской губернии. Смежно с селом располагался ещё ряд одноимённых поселений общей численностью населения 4109 человек.

ЛЮБАНЬ — деревня Любанского сельского общества, дворов — 52, жилых домов — 76, число жителей: 121 м. п., 122 ж. п., занятия жителей — земледелие, отхожие промыслы. Часовня, хлебозапасный магазин, школа, мелочная лавка.

ЛЮБАНЬ — посёлок при деревне на обрезе Московского шоссе, дворов — 6, жилых домов — 6, число жителей: 16 м. п., 12 ж. п., занятия жителей — огородничество. Церковь, Дом трудолюбия.

ЛЮБАНЬ — станция Николаевской железной дороги, дворов — 27, жилых домов — 27, число жителей: 116 м. п., 112 ж. п., занятия жителей — служба на ж. д. Смежна с селом Любань.

ЛЮБАНЬ — село на владельческой земле, дворов — 281, жилых домов — 346, число жителей: 1812 м. п., 1762 ж. п., занятия жителей — торговля, служба на ж. д. 2 церкви, 2 школы, 2 больницы, волостное правление, земская станция, почтово-телеграфная контора, квартира станового пристава, квартира судебного следователя, лавка, 2 трактира, винная лавка, погреб, пивная лавка, 8 чайных.

ЛЮБАНЬ — усадьба дачная Огородниковых, дворов — 3, жилых домов — 3, число жителей: 3 м. п., 2 ж. п., занятия жителей — чернорабочие.

ЛЮБАНЬ — усадьба на собственной земле, дворов — 1, жилых домов — 7, число жителей: 3 м. п., 3 ж. п., занятия жителей — земледелие. Смежна с селом Любань.

ЛЮБАНЬ (ОГОРОДНИК) — усадьба Амбропанцева-Нечаева, дворов — 10, жилых домов — 10, число жителей: 15 м. п., 10 ж. п., занятия жителей — земледелие. Смежна с селом Любань. (1907 год)

### С 1917 года
Постановлением Временного правительства от 3 июня 1917 года посёлок Любань-Горка Новгородского уезда был обращён в город Любань-Горка.
С 1917 по 1927 год Любань также была административным центром Любанской волости Новгородского уезда Новгородской губернии.
В 1927—1930 годах Любань была административным центром Любанского района Ленинградской области.
В 1930 году вошла в состав Тосненского района.
По данным 1933 года город Любань являлся также административным центром Любанского сельсовета Тосненского района, в который входили 10 населённых пунктов: деревни Болотница, Бородулино, Веретье, Ильинский Погост, Любань, Малая Кунесть, Большая Переходная, Малая Переходная, посёлок Верваренский и село Померанье, общей численностью населения 1831 человек.
По данным 1936 года в состав Любанского сельсовета входили 19 населённых пунктов, 700 хозяйств и 6 колхозов.
В ходе Большого террора 1937—1938 годов, по имеющимся данным, было расстреляно 64 любанца в возрасте от 24 до 67 лет.
Оба служивших в Петропавловском храме Любани протоиерея, Косьма Евдокимов и Петр Ильиногорский, были арестованы 10 ноября 1937 года и 14 декабря расстреляны в Ленинграде.
В 1939 году любанский храм был закрыт и стал использоваться как склад. Во время оккупации в нём возобновились богослужения, после проведения первоочередного ремонта (25 августа 1941 года храм был повреждён взрывом авиабомбы, которая проломила купол и взорвалась в центре храма).

План города Любань. 1941 год

Согласно топографической карте РККА 1941 года Любань насчитывала 820 дворов.
В 1941—1944 годах Любань была оккупирована. На подступах к городу всю первую половину 1942 года велись исключительно жестокие и кровопролитные бои (Любанская наступательная операция и Операция по выводу из окружения 2-й ударной армии).

В память о Великой Отечественной войне в 1960 году на склоне между берегом Тигоды и насыпью Октябрьской железной дороги был открыт воинский мемориал «Берёзовая аллея». На Загородном шоссе в сквере 30-летия Победы находится памятник сожжённым деревням, гласящий
«в годы Великой Отечественной войны немецко-фашистскими захватчиками сожжены и исчезли с лица земли села и деревни: Доброе село, село Замостье, деревни: Басино, Будково, Белово, Большая Тухань, Малая Тухань, Грустыня, Дидвино, Егорьевка, Зенино, Кондуя, Кородыня, Малиновка, Милаевка, Макарьевская Пустынь, Смердыня, Тишинец, Тигода-Курляндия».
К началу 1950-х годов город был почти полностью восстановлен.
С 1 февраля 1963 года город подчинён Тосненскому горсовету.
В 1989 году началось восстановления храма святых апостолов Петра и Павла, а 17 сентября 1999 года состоялась торжественная церемония его освящения. Прах П. П. Мельникова торжественно перенесён в нижний придел храма в 2000 году.
1 января 2006 года было создано муниципальное образование «Любанское городское поселение», Любань стала его административным центром.

## География
Город расположен в юго-восточной части района на автодороге М10 (E 105) «Россия».
Расстояние до районного центра — 33 км.
Через Любань протекает река Тигода (приток Волхова).

## Демография
| 1897  | 1926  | 1931  | 1932  | 1933  | 1935  | 1939  | 1959  | 1970  |
| ----- | ----- | ----- | ----- | ----- | ----- | ----- | ----- | ----- |
| 2285  | ↗4300 | ↗4400 | ↗6500 | ↗7100 | ↘7000 | ↗8681 | ↘7139 | ↘6970 |
| 1979  | 1989  | 1992  | 1996  | 1998  | 2000  | 2002  | 2003  | 2005  |
| ↗7057 | ↘5078 | ↘4700 | ↘4300 | ↘4200 | ↘4100 | ↗4616 | ↘4600 | ↘4500 |
| 2006  | 2007  | 2008  | 2009  | 2010  | 2011  | 2012  | 2013  | 2014  |
| →4500 | →4500 | →4500 | ↗4518 | ↘4188 | ↗4200 | ↗4377 | ↗4474 | ↗4594 |
| 2015  | 2016  | 2017  | 2018  | 2019  | 2020  | 2021  | 2023  | 2024  |
| ↗4615 | ↘4610 | →4610 | ↘4566 | ↘4527 | ↘4444 | ↗4565 | ↘4431 | ↘4321 |
| 2025  |       |       |       |       |       |       |       |       |
| ↘4255 |       |       |       |       |       |       |       |       |

На 1 января 2025 года по численности населения город находился на 1087-м месте из 1124 городов Российской Федерации.
Любань является одним из самых малых по численности населения городов России.

## Экономика
Совхозы: «Агротехника» и «Любань», которые поставляют сельскохозяйственную продукцию в Санкт-Петербург и другие регионы России.

## Транспорт
Через город проходит железнодорожная линия Санкт-Петербург — Москва. На станции Любань останавливаются все проходящие через неё пригородные электропоезда, а также электропоезда «Ласточка» направлением на Бологое, Великий Новгород, Старую Руссу, Валдай.
Через город проходит следующие автодороги:
- М10 (E 105) «Россия» (Санкт-Петербург — Москва)
- 41А-004 (Павлово — Мга — Луга).

От станции Любань отправляются автобусы 9 пригородных маршрутов. Маршрут № 320 связывает Любань с Тосно.